# Benavila
Benavila ist ein Ort und eine ehemalige Gemeinde (Freguesia) im portugiesischen Kreis Avis. In der Gemeinde lebten 859 Einwohner (Stand 30. Juni 2011).
Am 29. September 2013 wurden die Gemeinden Benavila und Valongo zur neuen Gemeinde União das Freguesias de Benavila e Valongo zusammengefasst. Benavila ist Sitz dieser neu gebildeten Gemeinde.